# 中共中央工业工作部
中共中央工业工作部，是中国共产党第八届中央委员会下设的部。

## 历史
1956年11月，中共中央工业交通工作部分建为中共中央工业工作部、中共中央交通工作部。1957年1月，中共中央工业工作部开始办公，其任务主要是：管理工业系统的干部，检查工业系统各部门对党的决议、政策的执行情况，管理工业系统党的基层组织工作，指导工业系统各部门政治机关的工作。工业工作部于1960年10月撤销。

## 领导人
部长李雪峰（1956年11月—1960年10月）

## 机构设置
- 办公厅
- 研究室
- 干部管理处
- 干部训练处
- 基层工作处
- 重工业处 处长李文甫（1956-1958.3）
- 机械工业处
- 基建工业处
- 燃料工业处
- 轻工业处